# Territorio de Yebala

Provincias y prefecturas de la región Tánger-Tetuán en 2010.

Yebala fue uno de los cinco territorios en que se dividió el protectorado español de Marruecos en 1935 y perduró hasta la independencia de Marruecos. Antes de la reorganización territorial del protectorado en 1943 se llamó región de Yebala. La capital era Tetuán, capital también del protectorado. Estaba situado en la parte más septentrional del protectorado, colindando con los territorios de Lucus y Chauen al suroeste y sureste respectivamente. Estaba dividido en las siguientes cabilas:

## Cadidatos
En diciembre de 1934 estaba dividido en dos cadidatos con en las siguientes cabilas:

### Cadidato de Tetuán
- Anyera

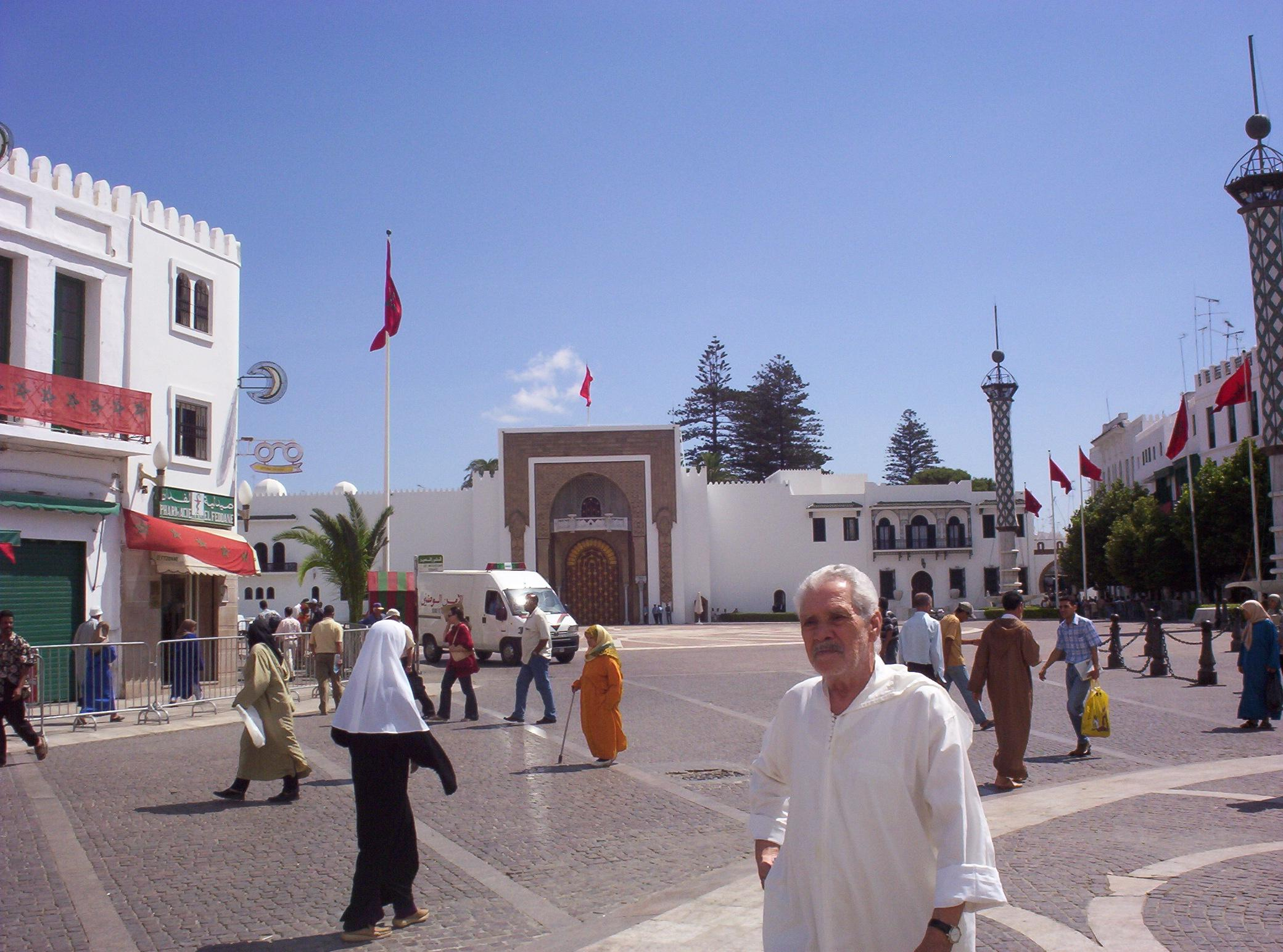
Tetuán: La explanada del palacio real y el palacio al fondo.

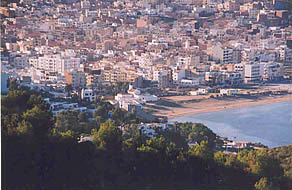
Rincón.

- El Hauz, Tetuán, sede del cadidato de región
- Castillejos
- Beni Hozmar
- Beni Lait
- Beni Hassan

### Cadidato de Dar Chaui
- Fahs Español
- Uadrás
- Yebel Hebib
- Beni Mensauar, sede del cadidato de circunscripción.
- Beni Ider

### Cadidato de Chauen
Beni Said, pertenecía al Cadidato de Chauen.

## Provincias y prefecturas de Marruecos
En la actualidad sus cabilas pertenecen a la región Tánger-Tetuán, quedando incluidas en las prefecturas de Tetuán, de Rincón-Castillejos, Fahs-Anyera y de Tánger-Arcila.